# Schwingen (Schwarzenbach an der Saale)
Schwingen (oberfränkisch Schwinga) ist ein Gemeindeteil der Stadt Schwarzenbach an der Saale im Landkreis Hof (Oberfranken, Bayern).

## Geographie
Einzige Zufahrt zu dem Dorf ist eine Stichstraße, die in Höhe der Stadt Schwarzenbach nach Norden von der Bundesstraße 289 abzweigt. Im Westen des Ortes verläuft die Saale, im Osten die Lamitz. Der Jean-Paul-Weg führt durch den Ort.
Über die Lamitz führt ein Steg von 1790, der ein Baudenkmal ist. Er besteht aus Granitplatten, die von zwei Granitpfeilern getragen werden und mit Eisen geklammert sind. Er trägt die Gravur „I K 1790“.

## Geschichte
Das Angerdorf wurde wahrscheinlich im 12. Jahrhundert mit vier Höfen gegründet und im Spätmittelalter durch einen weiteren Hof erweitert. Die erste urkundliche Erwähnung war 1364. 1390 befanden sich zwei Höfe im Besitz der Familie von Kotzau auf Fattigau; die beiden Höfe der Hirschberger waren wüst. Die beiden Familien traten später als Lehensnehmer der Burggrafen von Nürnberg bzw. der Markgrafen von Bayreuth auf. Im 19. Jahrhundert kamen die Schönburg-Waldenburg als Besitzer hinzu. Nach Ernst lebten im Ort 1868 13 Familien bzw. 68 Einwohner. Vor seiner Eingemeindung nach Schwarzenbach an der Saale bildete der Ort mit Quellenreuth eine Gemeinde im Landkreis Rehau.